# Phillips 66
Phillips 66 Company är ett amerikanskt multinationellt petroleumbolag som bildades i maj 2012 efter att petroleumjätten Conoco Phillips knoppade av sina nedströmsverksamheter till ett nytt separat bolag för att maximera aktievärdet för sina aktieägare. Conoco Phillips är ett rent prospekterings- och utvinningsbolag inom petroleumbranschen medan Phillips 66 har hand om att raffinera-, producera-, marknadsföra-, leverera- och sälja petroleumprodukter och naturgas till industriella- och slutkunder.